# Tasmania zászlaja
Tasmania zászlaján fehér körben vörös címer-oroszlán jelenik meg, ugyanaz a ragadozó állat, amely Tasmania és Hobart városának címerén is szerepel.
A zászlót -én vonták fel nem hivatalosan. Hivatalos zászlóvá csak 1975-ben vált.

## Külső hivatkozások
- FOTW a zászlóról